# 다우노루비신
다우노루비신(Daunorubicin) 또는 다우노마이신(Daunomycin)은 암의 치료에 이용되는 항암제로, 급성 림프성 백혈병(ALL), 급성 골수성 백혈병(AML), 만성 골수성 백혈병(CML), 카포시 육종의 치료에 쓰인다. 정맥 주사로 투여한다. 리포솜 다우노루비신이라고 하는 리포솜 제제도 존재한다. 적용 시에는 시타라빈 등 보조 화합물과 함께 사용된다.
흔한 부작용에는 탈모, 구토, 골수억제, 구강의 염증 등이 있다. 그 외 부작용에는 심장병과 주사 부위의 조직 괴사가 있다. 임신 중 사용은 태아에게 유해할 수 있다. 다우노루비신은 안트라사이클린 계열에 속한다. 부분적으로는 제2형 DNA 회전효소의 기능을 억제하여 작용하는 DNA 회전효소 억제제이다.
다우노루비신은 미국에서 1979년 사용이 승인되었다. WHO 필수 의약품 목록에 등재되어 있다. 본래는 스트렙토미세스(Streptomyces)에 속하는 세균에서 분리되었다. 세루비딘(Cerubidine) 등의 상품명으로 판매된다.

## 작용 기전
독소루비신과 비슷하게, 다우노루비신은 DNA 삽입을 통해 DNA와 상호작용하며 거대분자의 생합성을 억제한다. 이로 인해 전자 과정 중 DNA의 초나선 구조를 풀어주는 효소인 제2형 DNA 회전효소(TopII)의 작용이 억제된다. TopII 복합체가 DNA 복제를 위해 DNA 사슬을 깨뜨린 뒤, 다우노루비신은 TopII 복합체를 안정화시켜 DNA 이중나선 구조가 재형성되는 것을 막아 DNA 복제가 진행하는 것을 멈춘다.
DNA에 결합할 때 다우노루비신은 다우노사민 잔기가 DNA 이중나선의 작은고랑(minor groove)으로 향하도록 삽입된다. 다우노사민 잔기는 A/T 염기쌍이 5' 쪽에 있는 두 개의 인접한 G/C 염기쌍에 대해 가장 높은 친화도를 가진다. 결정학 분석 결과에서는 다우노루비신이 8° 정도의 국소적인 풀림(unwinding)을 유도하고, 그 외 인접한 염기쌍과 그 옆의 염기쌍의 구조적인 교란을 일으킨다고 밝혔다.
또한 다우노루비신은 삽입 과정 중 염색질에서 히스톤이 떨어져 나오도록 유도한다.

## 투여 경로
다우노루비신은 반드시 정맥주사로만 투여되어야 한다. 만약 근육주사나 피하주사할 경우 주사부위에 괴사를 일으키며, 척수강 내로 투여하면 신경계에 치명적인 손상을 입혀 사망할 수 있다. 망막박리 치료 수술 후 흔히 발생하는 합병증인 증식성 유리체망막병증을 예방할 목적으로 유리체내(안구 안)으로 다우노루비신을 투여하기도 하였으나, 효과적이지 못하다는 결론이 나온 뒤로는 현재 안과에서 다른 목적으로도 이용하고 있지 않다.

## 같이 보기
- 안트라사이클린